# Cerro Bahía Blanca
El Cerro Bahía Blanca es un cerro que pertenece al Sistema de Ventania, ubicado en el Partido de Tornquist, de la provincia de Buenos Aires, Argentina.

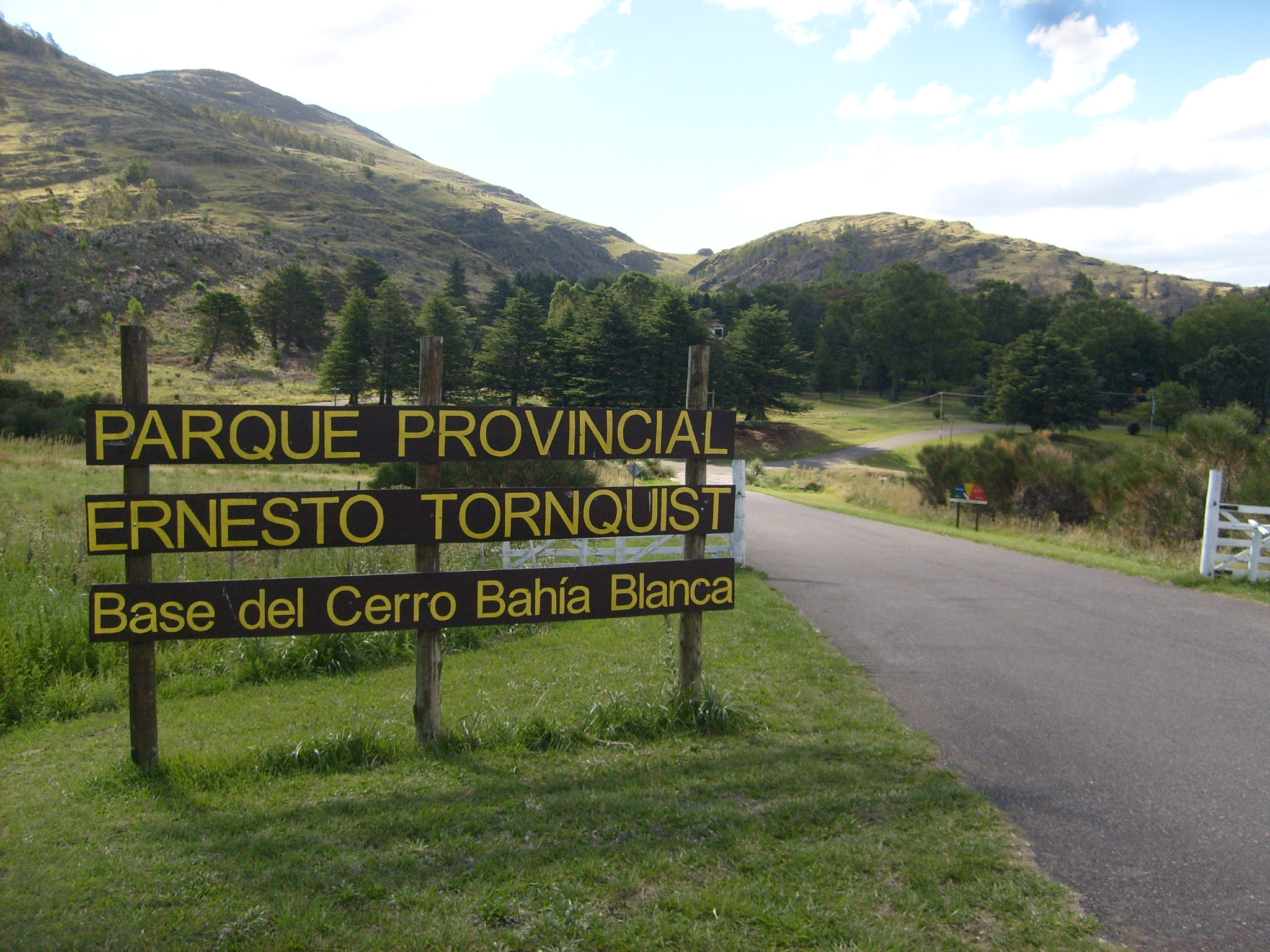
Entrada a la administración del Parque Provincial Ernesto Tornquist, al pie del Cerro Bahia Blanca.